# حماسه حسینی

تصویر جلد اول کتاب حماسه حسینی

حماسهٔ حسینی نام مجموعه کتاب دوجلدی (و سابقاً سه جلدی) از مرتضی مطهری است که مشتمل بر کلیهٔ سخنرانی‌ها و یادداشت‌های او پیرامون واقعهٔ کربلا و تحریفات تاریخی صورت گرفته در نقل آن.
بنابر مقدمهٔ خود کتاب (چاپ سی‌ام)، به قلم «شورای نظارت بر نشر آثار استاد شهید مطهری» مجموعهٔ مزبور پس از درگذشت آقای مطهری به چاپ رسید.
در مجموعهٔ سه جلدی، جلدهای اول و دوم شامل سخنرانی‌های آقای مطهری و جلد سوم شامل یادداشت‌های او دربارهٔ واقعهٔ کربلا بوده‌است. جلد اول مجموعهٔ دو جلدی شامل سخنرانی‌ها و جلد دوم شامل یادداشت‌های آقای مطهری است.
این کتاب به چندین زبان ترجمه شده و تا کنون بیش از ۵۰ بار در ایران تجدید چاپ شده‌است.
مطهری در متن کتاب درباره‌ی علت این نام‌گذاری نوشته است: «کلمه‌ی حماسه به معنای شدت و صلابت است و نیز به معنای شجاعت و حمیت. چنان‌که در ادبیات فارسی و عربی شعر و نثر حماسی داریم، حادثه و شخصیت حماسی نیز هست. شخصیت حسین‌بن‌علی علیه‌السلام صبغه‌ی حماسی دارد و باید با وجود و سرگذشت او یک احساس حماسی داشته باشیم، نه یک احساس تراژدی و مصیبت، رثا و نفله شدن. شخصیت‌های حماسی جنبه‌ی  نژادی و قومی دارند؛ یعنی مخصوص یک قوم و نژاد معین و یک آب و خاکند، اما در مورد امام حسین علیه‌السلام چنین نیست. او یک شخصیت حماسی است، اما حماسه‌ی انسانیت و بشریت، نه حماسه‌ی قومیت. سخن، عمل و روح امام حسین علیه‌السلام هیجان و حماسه‌ی مافوق حماسه‌هاست و علت شناخته نشدن ایشان نیز همین است. شخصیت امام از نظر شدت حماسی بودن و علو و ارتفاع جنبه‌ی انسانی بی‌نظیر است و ما این حماسه را نشناخته ایم..» از این رو «کلید شخصیت امام حسین علیه‌السلام حماسه است و عظمت و شور و صلابت و شدت و ایستادگی و حق‌پرستی. کلمات و اشعاری هم که از آن حضرت نقل شده، حاکی از همین روحیه حماسه و صلابت، خداپرستی و حماسه‌ی الهی و انسانی است.»

مرتضی مطهری در بخش تحریفات لفظی واقعه عاشورا، به شدت از محدث نوری و کتاب او در زمینه تحریفات عاشورا، یعنی لؤلؤ و مرجان متأثر است. ایشان مصادیق تحریفات لفظی را بیشتر از این کتاب نقل کرده و صراحت و شجاعت محدث نوری را تحسین می‌کند.
در تحریفات عاشورا صفحه ۱۷۰ به بعد آمده‌است، تحریفات لفظی است یا معنوی.
تحریفات لفظی شامل داستان شیر و فضّه، داستان عروسی قاسم، داستان فاطمه صغری، داستان دختر یهودی، حضور لیلا در کربلا و هشتصد هزار نفر بودن لشکر عمر سعد و …
اما تحریفات معنوی: نخستین تحریف این بود که این حادثه را یک حادثهٔ استثنایی و ناشی از یک دستور محرمانه و خصوصی دانستند. امام حسین فدای گناهان امت شد! او کشته شد تا گناهان امت بخشیده شود. بدون شک این یک فکر مسیحی است که در میان ما نیز رایج شده‌است. حس استوره سازی و قهرمان سازی خیالی که در بشر وجود دارد؛ و از همه مهمتر فلسفهٔ تذکر و گریه کردن بر امام حسین که توصیه شده این جریان یک مصیبت باشد
جلد اول این کتاب شامل ۳۶۵ صفحه است که شامل ۱۴ جلسه از سخنرانی‌های استاد حول حادثه عاشوراست که در سه بخش شامل تحریفات و حماسه حسین و تبلیغ در اسلام می‌باشد که به ترتیب شامل:
۱. معنی تحریف و انواع ان ۲. عوامل تحریف ۳. تحریفات معنوی کربلا ۴. وظیفه ما دربرابر تحریف هاست ۵. دو چهره کربلا ۶. نهضت حسینی حماسه ای مقدس ۷. نهضت حسینی عامل شخصیت اسلامی ۸. مفهوم تبلیغ ۹. وسایل پیام رسانی۱۰. روش تبلیغ ۱۱. روشهای تبلیغ نهضت ۱۲. نقش زن در ساخت حماسهٔ حسینی ۱۳. کربلا تجسم عملی اسلام ۱۴. شرایط مبلغ و تأثیر تبلیغ ائمه در اسارت که از تعدادی از سخنرانی‌های وی در ایام محرم الحرام است.
در بخشی از کتاب حماسه حسینی می‌خوانیم:
امر به معروف و نهی از منکر یگانه اصلی است که ضامن بقای اسلام است؛ به اصطلاح، علت مبقیه است. اصلا اگر این اصل نباشد، اسلامی نیست. رسیدگی کردن دائم به وضع مسلمین است. آیا یک کارخانه بدون بازرسی و رسیدگی دائمی مهندسین متخصص که ببینند چه وضعی دارد، قابل بقاست؟ اصلا آیا ممکن است یک سازمان همین طور به حال خود باشد، هیچ درباه‌اش فکر نکنیم و در عین حال به کار خود ادامه دهد؟ ابدا. جامعه هم‌چنین است. یک جامعه اسلامی این طور است بلکه صد درجه برتر و بالاتر. شما کدام انسان را پیدا می‌کنید که از پزشک بی‌نیاز باشد؟ یا انسان باید خودش پزشک بدن خود باشد یا باید دیگران پزشک او باشند و او را معالجه کنند: متخصص چشم، متخصص گوش و حلق و بینی، متخصص اعصاب. انسان همیشه انواع پزشک‌ها را در نظر می‎گیرد برای آن‌که اندامش را تحت نظر بگیرند، ببینند در چه وضعی است. آن‌وقت جامعه نظارت و بررسی نمی‌خواهد؟! جامعه رسیدگی نمی‌خواهد؟! آیا چنین چیزی امکان دارد؟! ابدا.
نکته مهم در بیان نقش زنان در کربلا در صفحه ۶۵۶ از قبیله بکربن وائل
نکته جالب توجه دیگر از همان زمان علمای بزرگ که مریض می‌شدند برای درمان به خارج از کشور می‌رفتند ۶۱۶
یا علت بیان مطلب علیه بابک خرمدین چه بوده؟